# Anna Pustowójtówna
Anna Henryka Pustowójtówna, rzadziej Pustowojtowa także Henryka Pustowojtówna, Henryka Lewenhard, Henryka Loewenhardt (ros. ́Анна Троф́имовна Пустовойт́ова także Анна Теофиловна Пустовойтова, franc. Henriette Pustawoitoff, Henriette Lewenhard ur. 26 lipca 1838 w Wierzchowiskach koło Lublina, zm. 2 maja 1881 w Paryżu) – powstaniec styczniowy (używała pseudonimu Michał Smok), sanitariuszka podczas wojny francusko-pruskiej i Komuny Paryskiej.

## Dzieciństwo i młodość
Była córką polskiej szlachcianki Marianny z Kossakowskich, herbu Ślepowron i rosyjskiego oficera Trofima Pawłowicza Pustowojtowa ros. Троф́им П́авлович Пустовойт́ов także Feofiła Pustowojtowa, majora – dowódcy koporskiego pułku piechoty w rejonie Żytomierza po 1831 – później generała, z pochodzenia Węgra: Teofila Pustaya (węg. Pusztay Theophilosz). Pochodząc z mieszanej rodziny: ojciec – Rosjanin, matka – Polka, uważała się za Polkę, w literaturze rosyjskiej jest nazywana Rosjanką lub rosyjską rewolucjonistką. Miała starsze rodzeństwo: siostrę Julię i brata – kapitana w armii rosyjskiej, w 1863 służącego w twierdzy kijowskiej, surowego dla podwładnych, wrogiego więźniom i nadgorliwego w prześladowaniu Polaków. Jej wychowaniem zajmowała się jednak głównie patriotycznie nastawiona babka Brygida Kossakowska.
Pierwszą edukację odebrała w Lublinie, w Szkole Wyższej Płci Żeńskiej Zgromadzenia Panien Wizytek, a następnie wraz z siostrą Julią kształciła się w Aleksandryjskim Instytucie Wychowania Panien w Puławach. Po ukończeniu szkoły przebywała w Lublinie, gdzie mocno angażowała się w działalność religijno-patriotyczną m.in.: demonstracyjne śpiewanie pieśni narodowych w miejscach publicznych, składanie kwiatów pod pomnikiem unii lubelskiej, organizowanie procesji kościelnych z okazji rocznic narodowych.
W 1861 została skazana za organizację i udział w takich manifestacjach na karę pozbawienia wolności, którą miała odsiedzieć w klasztorze prawosławnym w głębi Rosji. Ucieczką uchroniła się przed wykonaniem kary. Po niej przystała do organizujących się w Mołdawii oddziałów polskich.

## Udział w powstaniu styczniowym
Po wybuchu powstania styczniowego przyłączyła się do niego, przedzierając się przez granicę. Do oddziału generała Mariana Langiewicza dotarła 14 lutego w Staszowie (według innej wersji miało to miejsce pod Szydłowcem), mianował ją wówczas adiutantem Dionizego Czachowskiego, by później przyjąć na służbę przy swojej osobie. Brała udział w kilku bitwach: pod Małogoszczem, Pieskową Skałą, Chrobrzem, Grochowiskami. Aresztowana została razem z dyktatorem przez Austriaków po przeprawieniu się przez Wisłę do Galicji. Niepochlebni im pisali o romansie dowódcy z adiutantem – wersja ta zaistniała w beletrystyce po publikacji dramatu Dyktator Jerzego Żuławskiego w 1903 – poświęconego gen. Marianowi Langiewiczowi, lecz brak potwierdzenia w faktach.

## Emigracja

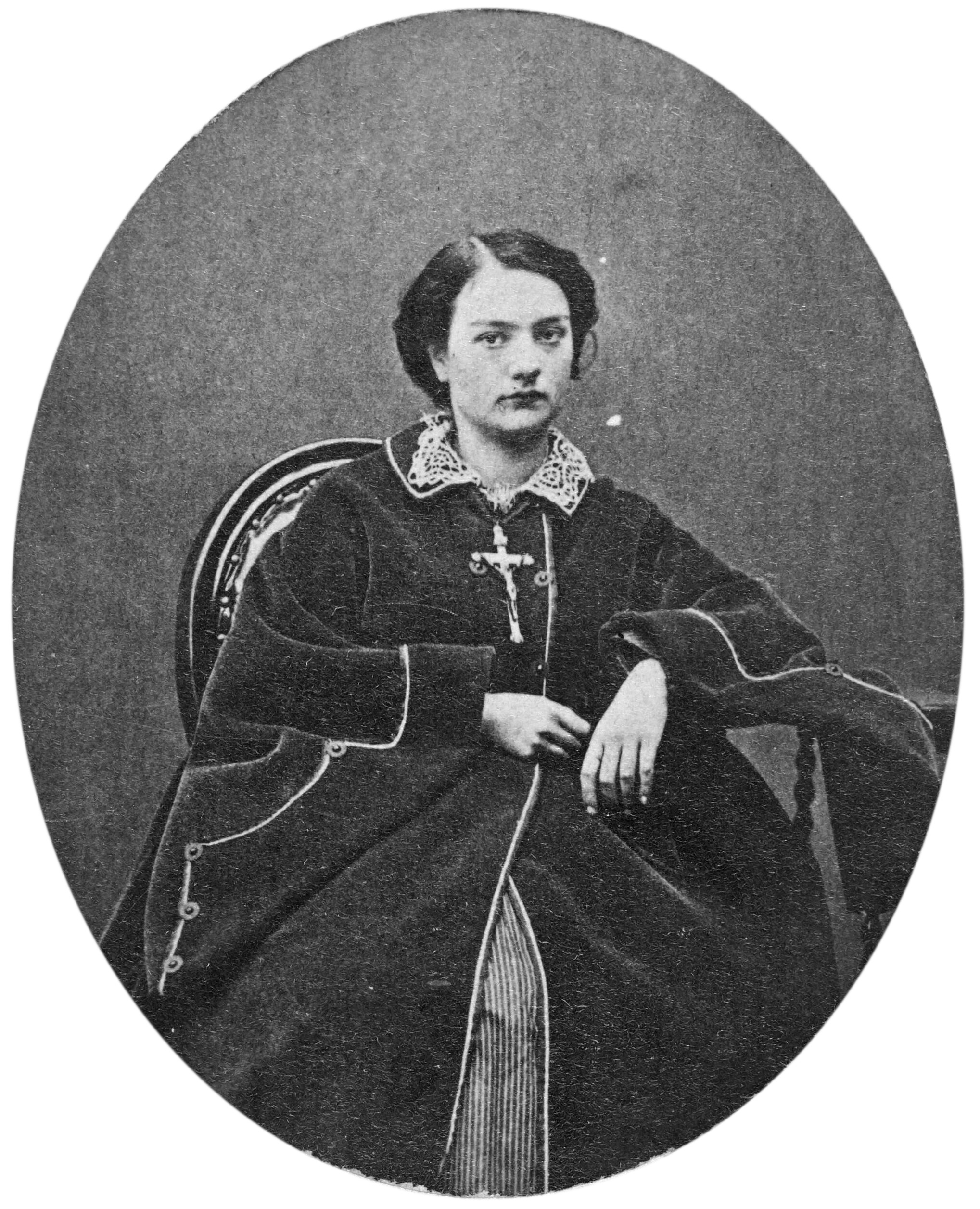
Anna Pustowójtówna

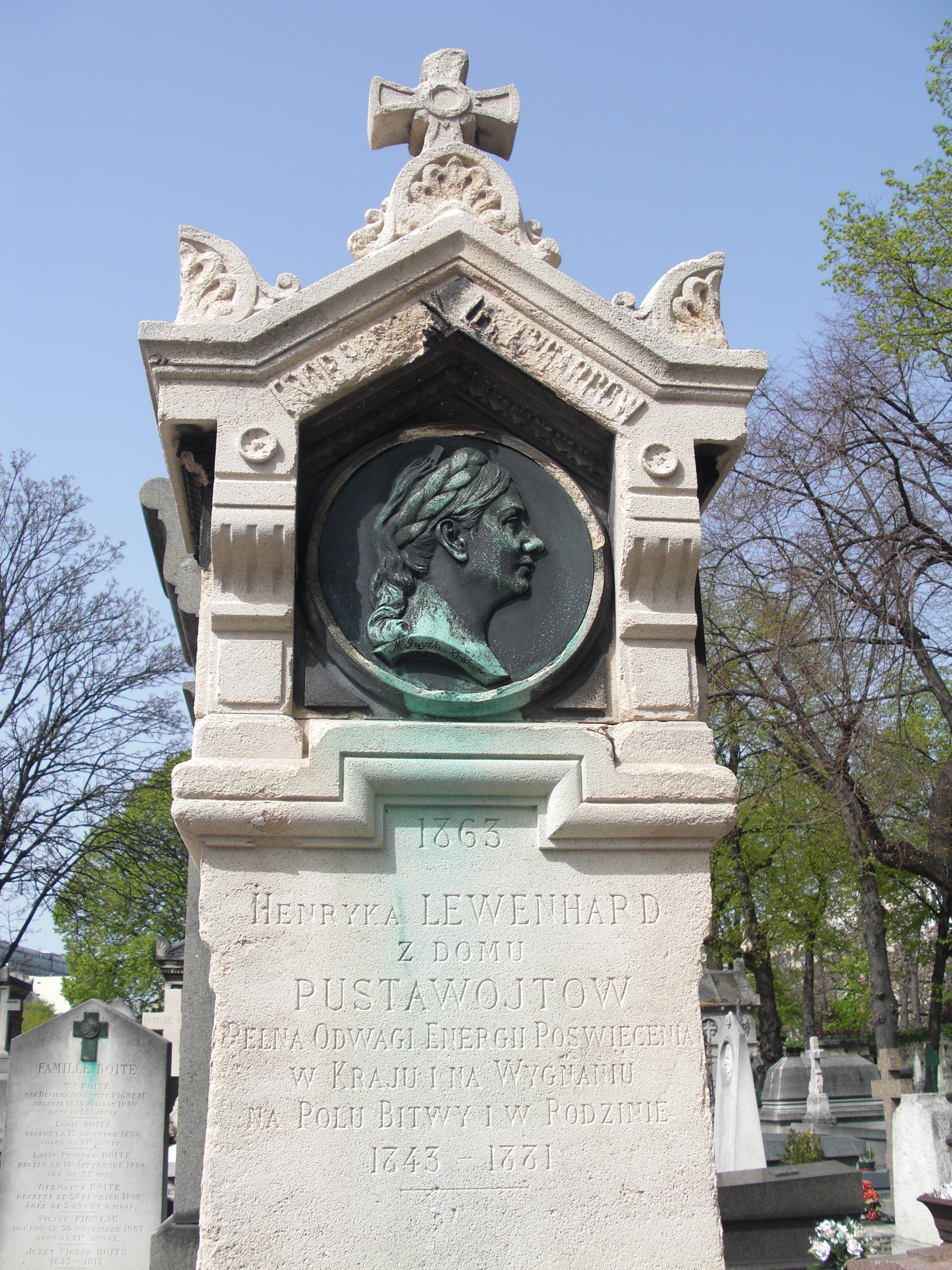
Grób Anny Pustowójtówny na Cmentarzu Montparnasse – szczegóły napisu, podobizna wykonana przez Marcelego Guyskiego

Zwolniona z aresztu, po klęsce powstania nie powróciła do kraju, przebywała na emigracji, najpierw w Pradze, potem w Szwajcarii, ostatecznie w Paryżu. Zarabiała układaniem kompozycji z kwiatów. Wzięła udział w wojnie francusko-pruskiej i Komunie Paryskiej w charakterze sanitariuszki. Za niesienie pomocy rannym podczas służby w ambulansach w wojnie francusko-pruskiej została odznaczona Krzyżem Zasługi i dyplomem dziękczynnym przez Towarzystwo Niesienia Pomocy Morskiej i Lądowej. Wtedy też odnowiła znajomość ze Stanisławem Loewenhardtem, lekarzem – poznanym w czasie powstania styczniowego w oddziale gen. Mariana Langiewicza.
20 lipca 1873 (8 sierpnia 1873) poślubiła Stanisława Loewenharda, mieli czwórkę dzieci: Helena, Mania (1875 – 1882), Henryk franc. Henri (1877 – 1943) – lekarz. Po śmierci Natalii Rettel z domu Loewenhardt, bratowej – siostry męża (2 maja 1880) zaopiekowała się dwojgiem jej dzieci.
Zmarła nagle podczas snu prawdopodobnie na atak serca w Paryżu w nocy z 1 na 2 maja 1881 roku w domu przy ulicy Montparnasse 44 (spotyka się i inne daty dzienne). Pochowana na Cmentarzu Montparnasse Division 18 (14 est, 1 nord) numer koncesji: 1255 P 1880.

1863

Henryka LEWENHARD

z domu

PUSTAWOJTOW

Pełna Odwagi Energii Poświęcenia

w Kraju i na Wygnaniu

na Polu Bitwy i w Rodzinie

1843 – 1881

## Upamiętnienie
Jej imieniem nazwano ulice w Lublinie, Starachowicach oraz w Małogoszczu.

## Postać Anny Pustowójtówny w kulturze
W 1903 Jerzy Żuławski opublikował dramat Dyktator o gen. Marianie Langiewiczu, którego akcja dzieje się podczas powstania styczniowego. Prapremiera Dyktatora odbyła się 22 stycznia 1903 w 40. rocznicę powstania styczniowego w Teatrze Miejskim we Lwowie. W roli Anny Pustowójtówny wystąpiła Irena Solska, Mariana Langiewicza – Ludwik Solski, Bohdana – Karol Adwentowicz, Nieznajomego – Kazimierz Kamiński. W akcję dramatu autor wplótł romans między gen. Marianem Langiewiczem a jego adiutantem, Anną Pustowójtówną, który odtąd funkcjonuje w literaturze popularnej. Anna Pustowójtówna jest także jedną z postaci musicalu „Fidelitas – Suita Lubelska” (2017). W 2023 powstał o niej film "Panna opętana" w reżyserii Macieja Pawlickiego.